# Comtat de Créhange
El comtat de Créhange o comtat de Kriechingen fou una jurisdicció feudal del Sacre Imperi Romanogermànic.
La població fou fundada per un magnat franc al segle IV amb el nom de Kreich que després fou Krichingen i en francès Créhange. Vers 1150 s'esmenta un senyor local, Kuno de Malleberg, origen de les famílies senyorials de Torcheville, Fenetrange i Helfedange. El seu fill Burcard va participar en la Croada i fou fet presoner a Gaza el 1239, sent alliberat el 1240. Godemann de Torcheville va esdevenir senyor de Créhange i les dues senyories van quedar unides fins al 1697. El fill de Godemann, Jordi va morir sense fills mascles (només tres filles) i el va succeir el seu germà Wirich. El 1356 Wirich de Créhange va rebre al seu castell a l'emperador Carles IV del Sacre Imperi Romanogermànic que va morir el 1372 deixant dos fills, Joan II i Wirich. Amb aquesta branca familiar la senyoria va arribar a la seva màxima esplendor arribant a baronia. El 1398 va rebre el dret d'encunyar moneda. Joan II es va casar amb Ermengarda de Pitlingen i es va titular senyor de Pitlingen i de Créhangen. Va morir en la batalla de Bulneville el 1431. Joan III es va casar amb Elisabet de Daun que va aportar al seu marit el títol de mariscal hereditari de Luxemburg i va morir el 1432 abans del naixement del seu fill Joan IV que va quedar sota regència de la seva mare que va fer front a una revolució. El 1447 Joan IV fou fet presoner pel duc de Borgonya. Els fills de Joan IV es van repartir el domini. El 1611 Pere Ernest de Baccourt va recuperar Créhange i Puttelange, amb 17 castells, 100 hisendes i 300 pobles. El 1626 es va casar amb Maria Margarita de Coligny. L'emperador Maties va elevar la baronia a comtat el 1617.
Ernest Casimir, successor de Pere Ernest, va morif en un accident de cacera a mans de Joan Lluís. A la mort d'aquest el 1681 el va heretar la seva germana Dorotea d'Ostfried (casada amb el comte d'Ostfriesland) la qual va tenir per hereva a la filla Lluïsa Carlota que es va casar amb Ulrich de Wied-Runkel (1726). El 1688 el castell fou destruït pels suecs però es va reconstruir el 1733. Els comtes següents bo van gaudir de suport popular. El 1791 el comtat fou mediatitzat i rebaixat a senyoria. Llavors el comtat comprenia Rémilly, Woimhaut, Raville (Rollingen), Helfingen, Laningen, Tättingen i Münzingen amb 100 km² i 4000 habitants. El 1801 el tractat de Luneville el va annexionar a França i els senyors foren compensats a terres a l'antic arquebisbat de Trèveris (1803).